# Tempesta Tropical Kiko (2007)
La Tempesta Tropical Kiko era una forta tempesta tropical que va capgirar una barca de la costa occidental de Mèxic, matant com a mínim 15 persones. Kiko va ser desenvolupat fora d'una ona tropical que es va formar a la costa d'Àfrica el 26 de setembre i va travessar l'Atlàntic. L'ona va travessar per damunt Amèrica Central i va entrar a l'oceà Pacífic el 8 d'octubre, on s'hi va generar una Depressió Tropical 15-E el 15 d'octubre. La depressió es va moure cap al sud l'endemà abans que breument fos declarada Tempesta Tropical Kiko. Va ser subsegüentment debilitat a una depressió tropical, però més tard es va mantenir la intensitat de tempesta tropical. El 18 d'octubre, es preveia que Kiko toqués a terra a la costa occidental de Mèxic com una tempesta tropical moderada. Tanmateix, el cicló va girar cap a l'oest i va assolir la seva intensitat de cim de 110 km/h (70 mph) el 20 d'octubre. La tempesta tropical a poc a poc debilitada a una depressió atmosfèrica el 24 d'octubre i completament dissipat el 27 d'octubre sense fer recalada.

## Història meteorològica
Una ona tropical va sortir de la costa occidental de l'Àfrica el 26 de setembre, generant ràpidament una zona de baixa pressió. Després de la formació de la depressió atmosfèrica, l'ona es va dividir en dues peces i una segona àrea de baixa pressió es va desenvolupar al llarg de la porció sud de l'ona mentre viatjava cap a l'oest. La zona baix nord es va desenvolupar ràpidament i va generar la depressió tropical catorze el 28 de setembre. La zona baix sud unida a l'ona no va poder desenvolupar-se i es va allunyar de la depressió tropical intensificadora. Va continuar a través de l'Atlàntic i va entrar a l'Oceà Pacífic, després d'haver creuat Amèrica Central, el 8 d'octubre. Una àmplia àrea de baixa pressió acompanyada de ruixats i tempestes elèctriques es va desenvolupar al llarg de l'onada al voltant de 440 quilòmetres (275 milles) al sud d'Acapulco, Mèxic. No obstant això, la zona baixa es va mantenir desorganitzada a causa dels forts vents del nivell superior. El 18 d'octubre, la baixa es va organitzar millor a causa d'una relaxació a la cisalla. La zona baixa va desenvolupar una convecció suficient el 14 d'octubre per ser declarada Depressió Tropical 15-E mentre es trobava a unes 435 mi (705 km) al sud-oest de Colima, Mèxic.

## Preparacions i impacte

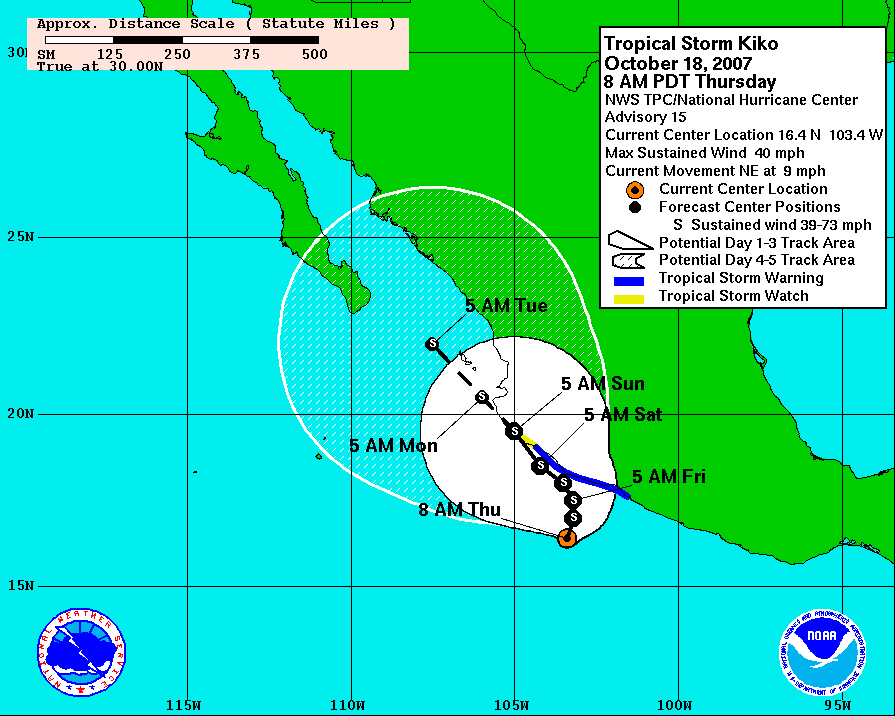
El camí projectat de la tempesta tropical Kiko el dia 18 d'octubre, mostrant la tempesta que copeja la costa mexicana

El 18 d'octubre es va emetre un avís de tempesta tropical al llarg de la costa mexicana des de Zihuatanejo, Guerrero, a Manzanillo, Colima, i un rellotge de tempesta tropical es va estendre cap al nord fins a La Fortuna, Mèxic, ja que es preveia que Kiko arribés a terra al 21 d'Octubre. S'esperaven les marees i les ones perilloses al llarg de la costa. El total de precipitacions va ser de 4 polzades (100 mil·límetres) a 7 polzades (180 mm) sobre el sud-oest de Mèxic amb totals aïllats arribant a 10 polzades (250 mm). Com a precaució, els capitans del port van tancar l'enviament i l'aconsellen als residents d'evitar zones baixes que puguin inundar-se. La Defensa Civil va aconsellar a aquests residents que es traslladessin a refugis temporals i els turistes havien de demanar que es quedessin a l'interior. Els procediments d'emergència estaven en espera en cas que les condicions es tornessin més amenaçadores.
Mentre la tempesta s'apropava a les terres, una cresta a Mèxic va impedir que Kiko arribés a terra, cosa que va provocar menys danys que a les previsions. Quan Kiko va viatjar paral·lel a la costa, la forta pluja va afectar la regió durant dos dies. A les aigües de Kiko, a la costa de Mèxic, un vaixell es va enredar amb vint-i-cinc passatgers i tripulació. Els efectes continuats de Kiko van dificultar els esforços de rescat, obligant els funcionaris a cancel·lar l'intent de rescat. Les autoritats van registrar a les platges de San Francisco Ixhuatán i San Francisco del Mar qualsevol senyal del vaixell. Només en dos la gent va sobreviure; a quinze se'n van recuperar cossos i a nou els passatgers mai van ser trobats.